# Le bonheur est pour demain (film, 1944)
Pour les articles homonymes, voir Le bonheur est pour demain.
Pour plus de détails, voir Fiche technique et Distribution.
Le bonheur est pour demain (And Now Tomorrow) est un film dramatique américain réalisé par Irving Pichel, sorti en 1944.

## Synopsis
Emily Blair est l'héritière d'une grande famille bourgeoise. Fiancée à Jeff Stoddard, Emily souffre cependant d'un handicap : la surdité, à la suite d'une méningite. Les plus grands spécialistes n'ont pu la guérir. Mais Emily a appris à lire sur les lèvres. Le docteur Weeks, médecin de la famille, fait venir Merek Vance, un de ses anciens élèves. Celui-ci n'exerce pas pour l'argent et donne ses soins aux plus pauvres. Janice, la sœur d'Emily, et Stoddard tombent amoureux l'un de l'autre, mais ce dernier ne veut pas révéler à sa fiancée la vérité, pour ne pas rajouter à sa détresse. Vance tente des expériences sur Emily...

## Fiche technique
- Titre : Le bonheur est pour demain
- Titre original : And Now Tomorrow
- Réalisation : Irving Pichel, assisté d'Oscar Rudolph (non crédité)
- Scénario : Raymond Chandler et Frank Partos d'après un roman de Rachel Field
- Production : Fred Kohlmar (producteur associé)
- Société de production : Paramount Pictures
- Musique : Victor Young
- Photographie : Daniel L. Fapp
- Montage : W. Duncan Mansfield
- Direction artistique : Hans Dreier et Hal Pereira
- Décorateur de plateau : Ted von Hemert
- Costumes : Edith Head
- Pays de production :  États-Unis
- Langue : anglais
- Format : Noir et blanc - Son : Mono (Western Electric Mirrophonic Recording)
- Genre : Drame
- Durée : 86 minutes
- Date de sortie :
  - États-Unis : 22 novembre 1944 New York
  - France : 14 mars 1946
- Affiche : Roger Soubie (France)

## Distribution
- Alan Ladd : Docteur Merek Vance
- Loretta Young : Emily Blair
- Susan Hayward : Janice Blair
- Barry Sullivan : Jeff Stoddard
- Beulah Bondi : Tante Em
- Cecil Kellaway : Docteur Weeks
- Grant Mitchell : Oncle Wallace
- Helen Mack : Angeletta Gallo
- Edith Evanson : Mme Vankovitch
- Anthony Caruso : Peter Gallo

Acteurs non crédités
- Catherine Craig : une réceptionniste
- Harry Holman : le Père Noël
- Edwin Stanley : M. Raines